# Garra ignestii
Garra ignestii är en fiskart som först beskrevs av Gianferrari 1925.  Garra ignestii ingår i släktet Garra och familjen karpfiskar. IUCN kategoriserar arten globalt som livskraftig. Inga underarter finns listade i Catalogue of Life.